# Flughafen Nadschran

i7
i11
i13
Der Flughafen Nadschran (IATA-Code: EAM, ICAO-Code: OENG) ist ein Flughafen nordöstlich der saudi-arabischen Stadt Nadschran. Er wird ausschließlich für Inlandsflüge genutzt.

## Zwischenfälle
- Am 16. Februar 1956 verunglückte eine Douglas DC-3 der Saudi Arabian Airlines (Luftfahrzeugkennzeichen HZ-AAO) beim Start vom Flughafen Nadschran. Alle Insassen überlebten, aber das Flugzeug wurde irreparabel beschädigt.[1]